# Melissa Breen
Pour les articles homonymes, voir Breen.
Melissa Breen, née le  17 septembre 1990, est une athlète australienne spécialiste du sprint.
En février 2014, elle bat le record d'Australie d'athlétisme du 100 m et détrône Melinda Gainsford-Taylor.
Elle a participé aux Jeux du Commonwealth de 2010, aux 100 mètres féminin aux Jeux olympiques d'été de 2012 et aux 100 mètres féminin aux Jeux olympiques d'été de 2016.